# Памятник Павлику Морозову (Москва)
Памятник Павлику Морозову — бывший скульптурный монумент Павлику Морозову, установленный в 1948 году в детском парке Краснопресненского района города Москвы (ныне детский парк «Пресненский»). Снесён в 1991 году. Авторы монумента — скульптор И. А. Рабинович и архитектор М. Ф. Оленев.

## История
Павлик Морозов получил в советской пропаганде известность как пионер-герой. В возрасте четырнадцати лет он выступил в суде против своего отца, за что был убит. В 1933 году А. М. Горький писал о нём: «Этот маленький герой заслуживает монумента, и я уверен, что монумент будет поставлен».
Первый конкурс проектов будущего памятника Павлику Морозову был организован Моссоветом в 1937 году. Памятник предполагалось поставить в Александровском саду у входа на Красную площадь летом 1938 года. Планировалось, что его высота вместе с постаментом составит 6-10 м. В январе 1938 года в Доме пионеров и октябрят состоялся общественный просмотр проектов памятника. Были представлены проекты скульпторов С. Д. Тавасиева, А. М. Измалкова, И. А. Рабиновича и А. С. Мананниковой. По итогам конкурса ни один из представленных проектов не был утверждён, так как они не вписывались в пространственное окружение предложенного места установки. Однако жюри признало, что модель скульптора И. А. Рабиновича и архитектора Г. П. Гольца даёт возможность при дальнейшей разработке создать памятник Павлику Морозову.
К идее установки памятнику Павлику Морозову в Москве вернулись после окончания Великой Отечественной войны. В 1947 году скульптор И. А. Рабинович выполнил новую модель памятника из тонированного гипса, и в том же году скульптура была отлита в бронзе. Памятник планировалось установить в 1947 году на Чистых прудах, но затем было решено установить его в детском парке Краснопресненского района, названном в честь Павлика Морозова.
Открытие памятника состоялось 19 декабря 1948 года. На торжественном митинге присутствовали представители партийных, советских и комсомольских организаций, учителя и пионеры. Открывал митинг с краткой речью секретарь МК и МГК ВЛКСМ Н. П. Красавченко. Затем ученица школы № 129 Советского района Галя Грановская и ученица школы № 635 Краснопресненского района Ира Колупина сняли с памятника белый чехол, после чего оркестр исполнил гимн Советского Союза. На митинге выступили секретарь МГК ВКП(б) Н. Н. Данилов, секретари Краснопресненского РК ВКП(б) А. Д. Самойленко и Д. А. Сидоров, секретарь ЦК ВЛКСМ Т. И. Ершова, секретарь МГК ВЛКСМ Н. Г. Иванова, автор памятника — скульптор И. А. Рабинович и другие.
Второй бронзовый отлив скульптуры, выполненный в 1947 году, пополнил собрание Государственной Третьяковской галереи. Гипсовая модель 1947 года была передана в Государственный музей латышского и русского искусства в Риге. Бронзовая модель памятника принимала участие во Всесоюзной художественной выставке (Москва, 1947) и в выставке «Москва в произведениях художников» (Москва, 1947).
В 1991 году памятник Павлику Морозову снесли. На его месте построили деревянную часовню.

## Описание

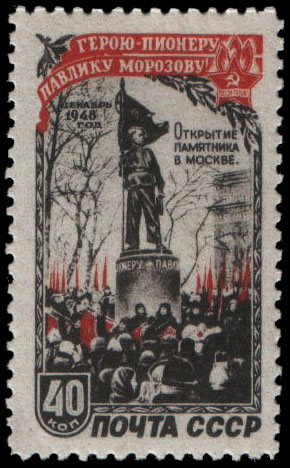
Памятник на марке 1950 г.

Бронзовая фигура Павлика Морозова установлена на высоком постаменте из красного гранита. Размеры скульптуры составляют 260×75×50 см. В правой руке мальчик держит развевающееся на ветру знамя, в левой — фуражку. Ветер вздымает его чёлку и кончики пионерского галстука на груди.
На эллипсовидном в плане постаменте золотыми буквами вырублена надпись: «Герою-пионеру Павлику Морозову». На гранитной площадке у подножия постамента помещена эмблема пионерской организации. Общая высота памятника — 5 м.
Скульптор говорил о своём памятнике: «Передо мной стояла задача — дать в позе, в чертах лица, во взгляде мальчика облик настоящего героя». Поза пионера его решительна, губы упрямо сомкнуты, брови сдвинуты. Таким образом скульптор стремился передать зрелость его характера и готовность к подвигу.